# Pro-Pain
Pro-Pain é uma banda de New York hardcore dos Estados Unidos da América formada em 1992 pelo vocalista e baixista Gary Meskil, e pelo baterista Dan Richardson.

## Membros

### Membros atuais
- Gary Meskil – baixo, vocais (1992–presente)
- Tom Klimchuck – guitarra (1992–1994, 1996–presente)
- Marshall Stephens – guitarra (2007–presente)
- Rick Halverson – bateria (2009–presente)

### Antigos membros
- Dan Richardson – bateria (1992–1997)
- Nick St. Denis – guitarra (1994–1995)
- Mike Hollman – guitarra (1994–1995)
- Rob Moschetti – guitarra (1996–1998)
- Eric Klinger - guitarra (1999-2007)
- Dave Chavarri – bateria (1997–1998)
- Mike Hanzel – bateria (1998)
- Eric Matthews – bateria (1999–2003)
- Rich Ferjanic – bateria (2003–2004)
- JC Dwyer - bateria (2004-2009)

## Discografia

### Álbuns
- Foul Taste of Freedom (1992)
- The Truth Hurts (1994)
- Contents Under Pressure (1996)
- Pro-Pain (1998)
- Act of God (1999)
- Round 6 (2000)
- Shreds of Dignity (2002)
- Fistful of Hate (2004)
- Prophets of Doom (2005)
- Age of Tyranny - The Tenth Crusade (2007)
- No End in Sight (2008)
- Absolute Power  (2010)
- Straight To The Dome  (2012)
- Pro-Pain - The Final Revolution [Deluxe Edition] (2013)
- Voice of Rebellion (2015)

### Ao vivo
- Road Rage (2001)

### Compilações
- Best of Pro-Pain (1998)
- Best of Pro-Pain II (2005)

### Tributos
- Run for Cover (2003)